# トーマス・ヴァン・ストラウベンジー
トーマス・アレクサンダー・ヴァン・ストラウベンジー（Thomas Alexander van Straubenzee, 1982年 - ）は、英国の実業家、不動産コンサルタント、および不動産エージェントである。イギリス王室とのつながりや、シャーロット王女の名付け親として知られている。 

## 幼少期と教育
ヴァン・ストラウベンジーは、The Spectator の流通マネージャーであるアレクサンダー・ヴァン・ストラウベンジーと、リンカーンシャー州グランサムのイートングランジ出身のアンソニー・フェンウィックの娘であるクレア・フェンウィックとの息子であり、大佐のヘンリー・ヴァァン・ストラウベンジーの孫である。ヴァン・ストラウベンジー家は、ノースヨークシャー州スペニソーンの地主階級で、元々はオランダ出身である祖先のフィリップ・ウィリアム・カシミール・ヴァン・ストロベンジーは1759年にイギリス国民に帰化した。彼らは確固たる軍事的伝統を持っている。彼はウェールズ公ウィリアム王子とサセックス公ハリー王子の同級生であり近い友人で、ラッドグローブスクールへ通っていた。彼は後にハロー学校に通った。彼はチャーリー・ヴァン・ストラウベンジーの兄である。2002年、別の弟ヘンリーが自動車事故で死亡した。葬式にはイギリス王族が出席した 。2005年6月、トーマスはウィリアム王子のニュージーランドへのロイヤルツアーに同行した。

## キャリア
ヴァン・ストラウベンジーは、Strutt＆Parkerの公認測量士として働いた後、2012年に高級住宅および商業用不動産会社であるRory PennとVanHanを共同設立した。彼の会社は後にナイトフランクに買収された。2018年3月、彼はナイトフランクのグローバル・ウェルス・アドバイザリー・チームの責任者になった。

## チャリティー
ヴァン・ストラウベンジーは、亡弟を記念して設立された慈善団体ヘンリー・ヴァン・ストラウベンジー記念基金の後援者である。

## 私生活
ヴァン・ストラウベンジーは、ウィリアム王太子とキャサリン妃の第2子であるシャーロット王女の洗礼の名付け親である。
ヴァン・ストラウベンジーは、2013年6月22日にアルンウィックのセント・マイケルズ教会で、第12代ノーサンバーランド公爵の娘であるメリッサ・パーシーと結婚した 。彼らは2016年3月に、ヴァン・ストラウベンジーの「不適切な行動」を理由に離婚した。
2020年7月24日、ヴァン・ストラウベンジーはジョージ王子とシャーロット王女のアシスタント・ヘッドミストレスであるルーシーと結婚した。ルーシーは、弁護士スティーブン・ラニガン・オキーフの娘で、アイルランドのオリンピック選手であるアーサー・ラニガン・オキーフの姉妹である  。 ラニガン・オキーフ家はティペラリー県の地主階級であった 。